# Langelands Bält
Langelands Bält (på danska Langelandsbælt) är ett 55 kilometer långt och 12 kilometer brett sund mellan Langeland och Lolland i södra delen av  Stora Bält i Danmark.
Det var Langelands Bälts isbelagda vatten som Karl X Gustav gick över i spetsen för de svenska trupperna under det berömda tåget över Bält den 5–6 februari 1658.
Den mer än 30 meter djupa farleden längs Langeland ostkust  är rester av den preboreala tidens Danaelv och förbinder Stora Bält med Östersjön i mjuka svängar. Färjetrafiken mellan Langeland (Spodsbjerg) och Lolland (Tårs) korsar Langelands Bält.